# Alejandro Medina Suárez
Alejandro Medina Suárez (Trinidad, Bolivia, 13 de septiembre de 1996) es un futbolista boliviano. Jurga como centrocampista y su equipo actual es Gualberto Villarroel de la Primera División de Bolivia.

## Clubes
| Club                    | País    | Año               |
| ----------------------- | ------- | ----------------- |
| Deportivo Kivón         | Bolivia | 2016              |
| Universitario del Beni  | Bolivia | 2017              |
| Guabirá                 | Bolivia | 2018              |
| Independiente Petrolero | Bolivia | 2019              |
| Stormers SC             | Bolivia | 2019              |
| Independiente Petrolero | Bolivia | 2020 - 2022       |
| Libertad Gran Mamoré    | Bolivia | 2023              |
| Independiente Petrolero | Bolivia | 2024              |
| Gualberto Villarroel    | Bolivia | 2025 - Actualidad |

## Palmarés

### Títulos regionales
| Título           | Club                    | País    | Año  |
| ---------------- | ----------------------- | ------- | ---- |
| Primera A - ACHF | Independiente Petrolero | Bolivia | 2019 |

### Títulos nacionales
| Título           | Club                    | País    | Año  |
| ---------------- | ----------------------- | ------- | ---- |
| Primera División | Independiente Petrolero | Bolivia | 2021 |